# 圣若瑟主教座堂 (但尼丁)

但尼丁圣若瑟主教座堂

圣若瑟主教座堂（St Joseph's Cathedral）是天主教但尼丁教区的主教座堂，位于新西兰但尼丁市中心以西0.5（0.31英里） 的City Rise。
它的建筑师Francis Petre，还设计了基督堂市的圣体主教座堂和惠灵顿圣心主教座堂。哥特式风格，1878年开工，1886年2月举行第一次弥撒。但是原设计中的高60米的尖塔没有建造。